# Shasta Lake (Kalifornija)
Shasta Lake je grad u američkoj saveznoj državi Kalifornija. Prema popisu stanovništva iz 2010. u njemu je živjelo 10.164 stanovnika.